# أولاد عطية (ولاية سكيكدة)
توجد بلدية أولاد عطية ولاية سكيكدة وهي بلدية تعدادها السكاني حوالي 14000 نسمة